# Temenis liberia
Temenis liberia är en fjärilsart som beskrevs av Fabricius 1793. Temenis liberia ingår i släktet Temenis och familjen praktfjärilar. Inga underarter finns listade i Catalogue of Life.